# Хомбург на Унструт
Хомбург на Унструт (на немски: Homburg an der Unstrut; Hohenburg an der Unstrut) е бивш средновековен манастир на река Унструт близо до Лангензалца в Тюрингия, Германия. Хомбург е през 1075 г. бойно поле в саксонската война на Хайнрих IV.
През 768 г. Карл Велики нарежда строежа на манастир Хомбург. През 1541 г. бенедиктинският манастир Хомбург (Хоенбург) по времето на реформацията престава да съществува. През края на 19 век се виждат само малко останки от манастира.